# Carestia del Corno d'Africa del 2011
A partire da metà luglio 2011 una grave carestia ha colpito l'intera regione orientale dell'Africa. Si dice che sia la peggiore in 60 anni. La carestia ha provocato una grave crisi alimentare che ha colpito Somalia, Gibuti, Etiopia e Kenya e che ha minacciato la sopravvivenza di 9,5 milioni di persone. Molti rifugiati nel sud della Somalia sono fuggiti verso il Kenya e l'Etiopia, dove, a causa del sovraffollamento le gravi condizioni igieniche e la malnutrizione hanno portato ad un gran numero di morti. Altri paesi dell'Africa orientale, tra cui Sudan, Sud Sudan e Uganda, sono stati colpiti anche loro da una grave crisi alimentare.
Secondo la FAO, la crisi alimentare in Somalia ha colpito in primo luogo gli agricoltori nel sud del paese piuttosto che quelli del nord. Il 20 luglio, le Nazioni Unite hanno dichiarato ufficialmente la carestia in due regioni nella parte meridionale della Somalia: è la prima volta che una carestia viene dichiarata dalle Nazioni Unite in quasi trent'anni.
Nel novembre 2011 un aumento progressivo delle operazioni di soccorso aveva inaspettatamente ridotto significativamente la malnutrizione e la mortalità nel sud della Somalia.  Nel febbraio 2012, diverse migliaia di persone erano anche ritornate nelle loro case e fattorie nel sud della Somalia. L'ONU aveva anche annunciato che la carestia nel sud della Somalia era finita. Tuttavia, FEWS NET ha indicato che lo stato di emergenza di insicurezza alimentare si manterrà fino a marzo nella parte meridionale del delle regioni fluviali della Somalia, ovvero Gedo e Juba e nelle zone centrali agropastorali di Hiran e del Medio Shebele, a causa di inondazioni alle colture e delle operazioni militari, che in queste aree,  hanno limitato l'accesso umanitario, il commercio e il movimento. L'ONU ha anche avvertito che, in uno scenario di piogge scarse e di instabilità dei prezzi, le condizioni rimarrebbero a livello di crisi per circa il 31% della popolazione in zone ad accesso limitato fino alla stagione del raccolto, ovvero in agosto.